# 김주호 (성우)
김주호(1985년 12월 17일 ~ )는 대한민국의 성우로, 2016년 대교방송 성우극회 공채 7기로 입사하였다.

## 출연작

### 애니메이션
- 아기 공룡 버디 - 트래비스
- 배의 요정 후나씨 - 배도사, 고독이, 보라보라
- 조디악 나이츠 - 이빌
- 정글번치
- 슬러그테라
- 내 친구 일곱난쟁이
- 아빠 사랑해요 - 아빠토끼
- 모두 좋아하는 하늘둥이 - 구름둥이, 날씨 아저씨
- 트레저 X - 루트루트
- 헬로 카봇 리턴즈(SBS) - 정글러
- 헬로 카봇 용자(SBS) - 카봇 X
- 디지몬 어드벤처:(대원방송) - 코몬도몬

### 특촬물
- 울트라맨X - 마그마 성인
- 울트라맨 긴가 S - 치불성인 엑셀러
- 울트라맨 오브 - 타르데, 박바로

### 극장판
- 배저로와 친구들 - 피자페이스, 해골 아저씨
- 꼬마영웅 바비 - 에단
- 어글리돌 - 지로

### 게임
- 궨트
- 킹덤 언더 파이어2
- 하스스톤 - 지옥군주 베트루그, 망각로봇, 만물박사 훠트, 알빈 이스토프트
- 라플라스M
- 던전 앤 파이터 - 광기의 어둠 제트
- 에픽 - 운명의 여신
- 히어로메이트
- 사이버펑크 2077 - 미스터 블루 아이즈, 아라사카 요원

### 드라마 CD
- 헤어짐의 방법 - 임도현
- 마귀
- 토요일의 주인님 - 김상무
- 러닝타임 - 민경민

### 오디오북
- 밤에 읽는 소심한 철학채
- 생각정리스킬
- 프레젠테이션의 신
- 커튼
- 천로역정
- 조선왕조스캔들